# 盧特倫河
47°13′30″N 9°11′25″E / 47.22504°N 9.19025°E

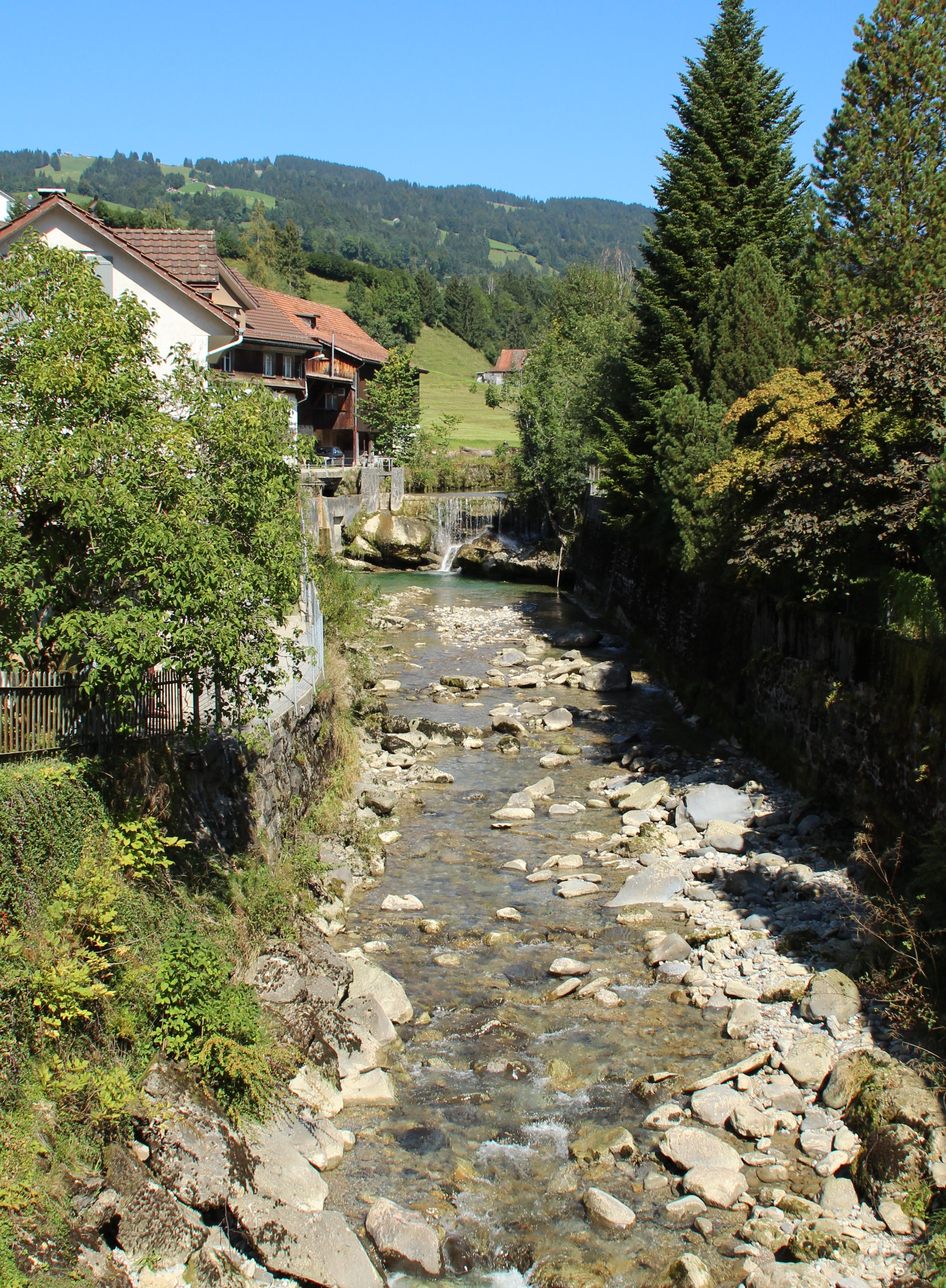

盧特倫河是瑞士的河流，位於該國東北部，流經聖加侖州，該河流屬於圖爾河的右支流，河道全長約10.4公里，流域面積29.2平方公里。